# 佐賀県道268号久間白石線
佐賀県道268号久間白石線（さがけんどう268ごう くましろいしせん）は、佐賀県嬉野市から杵島郡白石町に至る、かつて存在した一般県道である。

## 概要
嬉野市塩田町大字久間乙から杵島郡白石町大字馬洗（もうらい）に至る。

### 路線データ
- 起点：佐賀県嬉野市塩田町大字久間乙（国道498号交点）
- 終点：佐賀県杵島郡白石町大字馬洗（白石町馬田交差点、佐賀県道36号武雄福富線交点）

## 歴史
- 2019年（令和元年）7月1日 - 佐賀県告示第38号により廃止[1]。同日、廃止区間には新たに本路線を延伸するかたちで佐賀県道351号久間大町線として路線認定[2]。

## 路線状況

### 重複区間
- 佐賀県道214号白石大町線（杵島郡白石町大字堤 - 杵島郡白石町大字湯崎）

### 道路施設

#### 橋梁
- もみじ橋（入江川、嬉野市）

## 地理

### 通過していた自治体
- 嬉野市
- 杵島郡白石町

### 交差していた道路
| 交差していた道路                     | 市町村名 | 市町村名 | 交差していた場所     | 交差していた場所        |
| ------------------------------------ | -------- | -------- | -------------------- | ----------------------- |
| 国道498号                            | 嬉野市   | 嬉野市   | 塩田町大字久間乙     | 起点                    |
| 佐賀県道214号白石大町線 重複区間起点 | 杵島郡   | 白石町   | 大字堤               |                         |
| 佐賀県道214号白石大町線 重複区間終点 | 杵島郡   | 白石町   | 大字湯崎             |                         |
| 佐賀県道36号武雄福富線               | 杵島郡   | 白石町   | 大字馬洗（もうらい） | 白石町馬田交差点 / 終点 |

### 沿線
- 白石町立須古小学校